# NGC 6826
NGC 6826, aussi surnommé la nébuleuse clignotante (blinking nebula), est une nébuleuse planétaire située dans la constellation du Cygne. NGC 6826 a été découverte par l'astronome germano-britannique William Herschel en 1793.
Ce surnom vient de la manière dont on l'observe dans un petit télescope. Si on fixe directement l'étoile au centre de NGC 6826, l'éclat de celle-ci rend la nébuleuse invisible. Par contre, si l'on fait appel à la vision décalée, la nébuleuse devient visible. En alternant entre ces deux types de vision, la nébuleuse semble clignoter. On notera que l'on rencontre ce phénomène pour d'autres objets astronomique, par exemple NGC 2392.   

## Observation
Avec une magnitude visuelle apparente de 9,44, on peut l'observer avec des jumelles de 60 à 70 mm d'ouverture ou encore avec un petit télescope.  

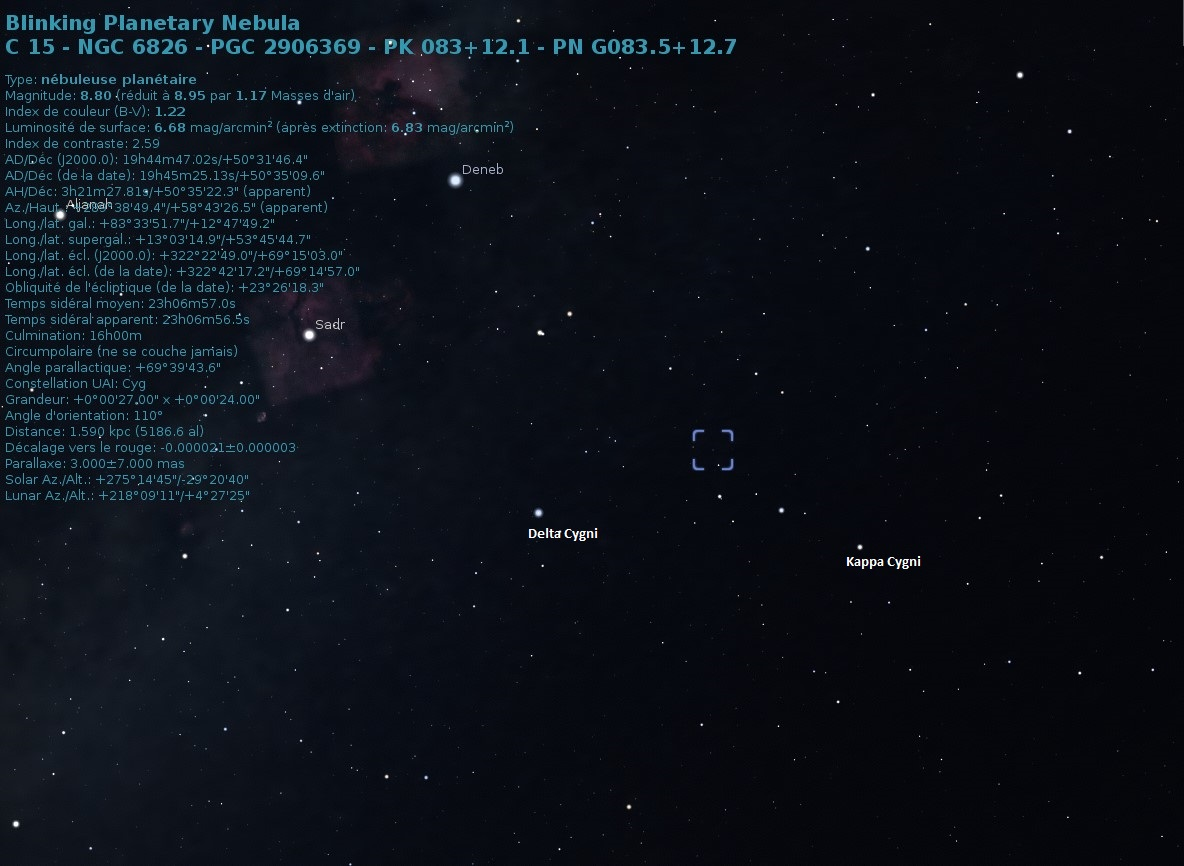
Emplacement de NGC 6826 dans le ciel de la Terre.

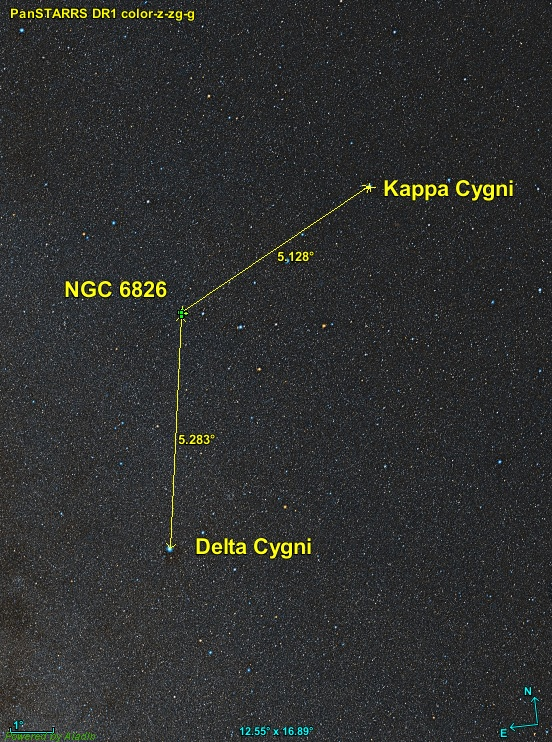
Position de NGC 6826 par rapport à deux étoiles de la constellation du Cygne.

NGC 6826 est située à environ 5,1 degrés au sud-est de l'étoile Kappa Cygni et à 5,3 degrés au nord-ouest de Delta Cygni.

## Caractéristiques

### Distance, taille et vitesse
Le logiciel en ligne Aladin Lite permet de consulter les données astronomiques de plusieurs catalogues, dont le « GAIA EARLY DATA RELEASE 3 (GAIA EDR3) ». Selon Gaia EDR3, la parallaxe de NGC 6826 est égale à 0,771 4 ± 0,035 9 mas, ce qui correspond à une distance comprise entre 1 239 pc et 1 360 pc (1 296 +63
−58 pc).
Puisque sa taille apparente est de 0,6′, un calcul rapide montre que son envergure à cette distance est égale à 0,74 +0,04
−0,03 al.
Deux valeurs identiques de la vitesses sont aussi indiquées sur Simbad : −6,20 km/s.

### Halo

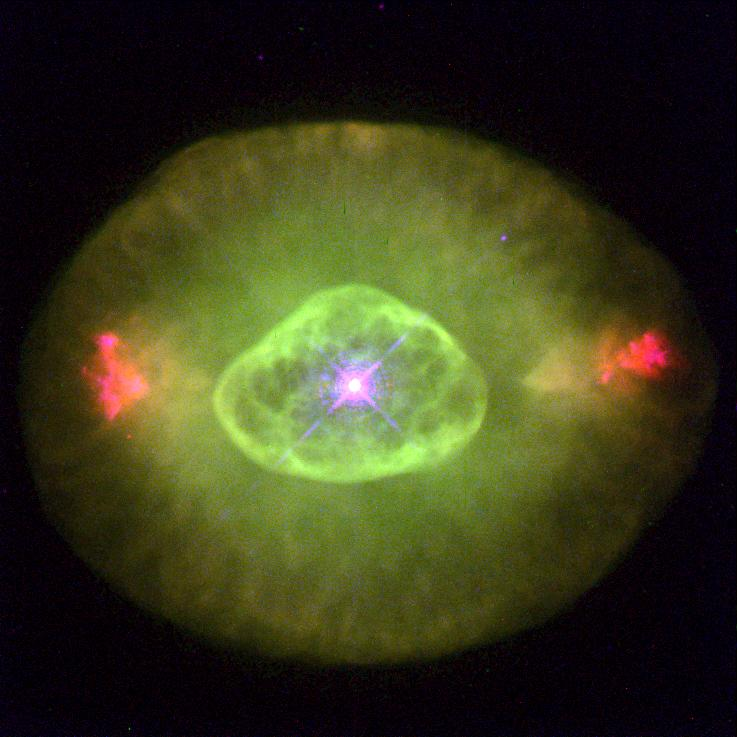
Le double halo de NGC 6826 par le télescope spatial Hubble.

NGC 6826 est entouré d'un halo rond dont la taille est 65". Si l'on tient compte de ce halo, la taille réelle de cette nébuleuse atteint dans sa plus grande dimension 1,4 al.
Selon Schönberner et Steffen, qui est en quelque sorte un résumé publié en 2024 des connaissances acquises sur une douzaine des nébuleuses planétaires, étude qui cite plusieurs références, la vitesse interne du vent du halo de la nébuleuse de NGC 6286 est de 1 200 km/s et sa luminosité est de 4,4 {\displaystyle L_{\odot }} (log10= 0,64). Sa perte de masse par année est de 3,63 * 10-8 {\displaystyle M_{\odot }}/an (log10=-7,44). La luminosité de la nébuleuse dans le domaine des rayons X est de 5,13 * 10-4 {\displaystyle l_{\odot }} (log10=-3,29)

### Âge
L'âge du halo de la nébuleuse serait 35 000 ans et celui de la nébuleuse interne de 7 000 ans.
Selon Schönberner et Steffen, qui est en quelque sorte un résumé des connaissances acquises sur une douzaine des nébuleuses planétaires, étude qui cite plusieurs références, la vitesse interne du vent du halo de la nébuleuse de NGC 6286 est de 1 200 km/s et sa luminosité est de 4,4 {\displaystyle L_{\odot }} (log10= 0,64). Sa perte de masse par année est de 3,63 * 10-8 {\displaystyle M_{\odot }}/an (log10=-7,44). La luminosité de la nébuleuse dans le domaine des rayons X est de 5,13 * 10-4 {\displaystyle l_{\odot }} (log10=-3,29)

## Étoile centrale
La masse de l'étoile centrale est de 0,74 {\displaystyle M_{\odot }} et sa température effective atteint 46 000 K. Cette étoile est une variable de type ZZ Leporis avec une période de 1,237 99 jour. L'origine de la variation de luminosité de l'étoile est probablement reliée au mécanisme du vent stellaire des étoiles massives progéniteurs des nébuleuses planétaires. L'étoile centrale de NGC 6826 continue d'alimenter la nébuleuse en matière, car sa perte de masse par années est de 7,9 x 10–8 {\displaystyle M_{\odot }}. La luminosité et le rayon de cette étoile sont respectivement de 12 882 {\displaystyle L_{\odot }} et de 1,8 {\displaystyle R_{\odot }}. Il faut cependant noter que ces valeurs sont obtenues en supposant une distance de 2,6 kpc.
Selon Corradi et ses collègues, la température de l'étoile centrale est de 56 kK ({\displaystyle Log(T)=4,75}) et sa luminosité est de 3 020 {\displaystyle L_{\odot }} ({\displaystyle Log(L)=3,48}).
Selon Schönberner et Steffen, le type spectral de l'étoile au centre de NGC 6543 est des type O6fp, où la lettre f indique des raies d'émission dans l'hélium II et dans l'azote III. Sa température effective est de 47 kK et sa luminosité est de 3,63 * 103 {\displaystyle l_{\odot }} (log10=3,56). Notons que Schönberner et ses collègues ont adopté une distance d'environ 1,30 kpc (∼4 240 al) pour déterminer les valeurs qu'ils proposent.

## Galerie

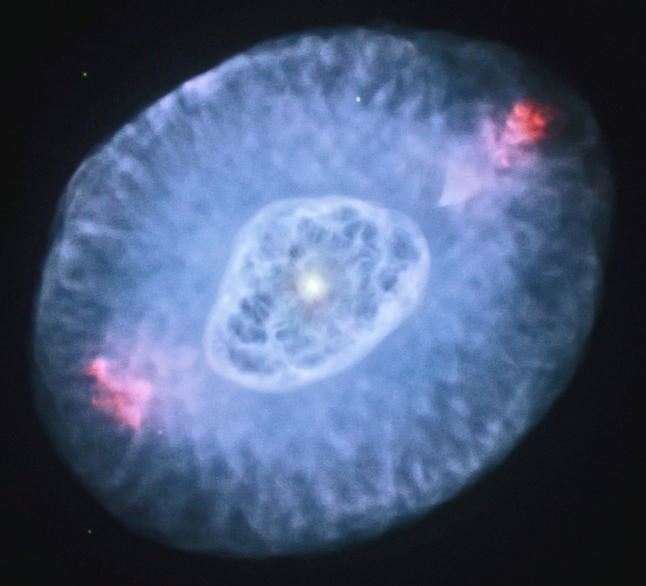
Autre interprétation des données du télescope spatial Hubble par Judy Schmidt.
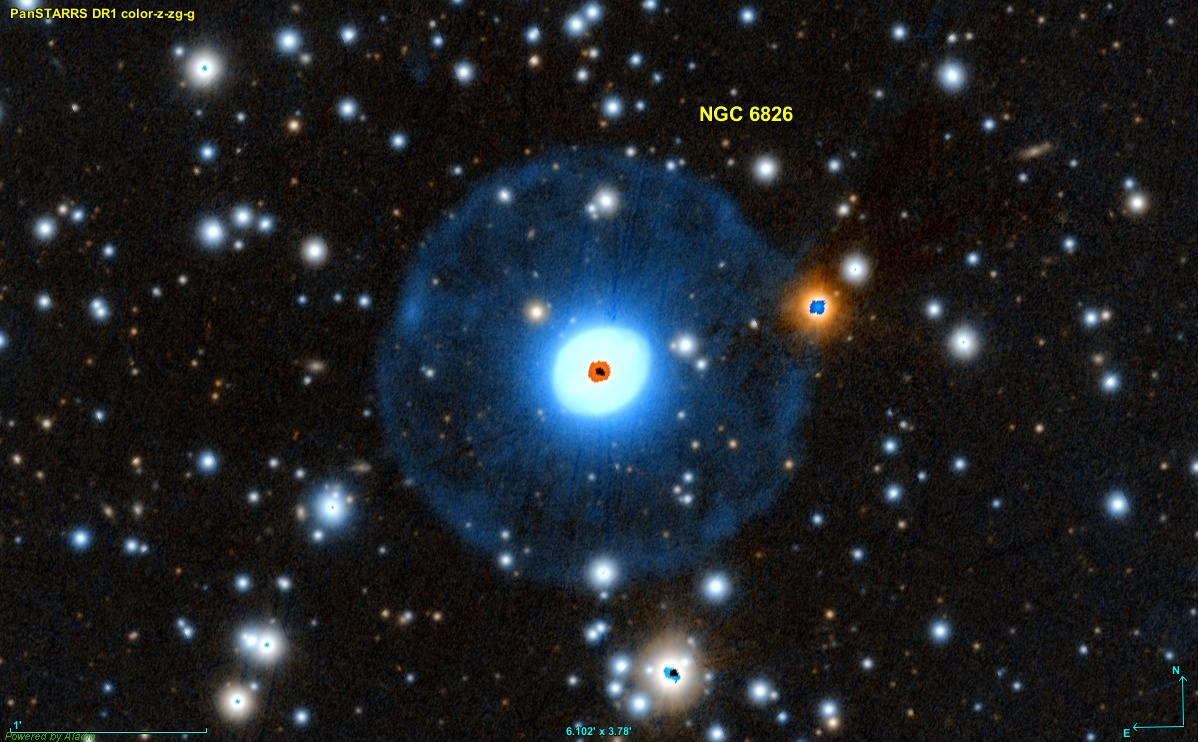
Cette image du relevé Pan-STARRS montre la grande différence de luminosité entre la nébuleuse et celle de l'étoile centrale. Cette différence est à l'origine de son nom populaire.